# Калитурина, Ольга Викторовна
Калитурина, Ольга Викторовна (9 марта 1976, Рязань) — российская легкоатлетка, заслуженный мастер спорта по прыжкам в высоту. Чемпионка мира по лёгкой атлетике среди юниоров 1994. Серебряный призёр чемпионата мира 1997 года. Призёр чемпионата мира среди военнослужащих, летнего и зимнего чемпионатов Европы.
Завершила профессиональную карьеру в 2007 году. Замужем за заслуженным мастером спорта Кириллом Сосуновым. Сын Олег — хоккеист.

## Личные рекорды
|                    | Высота | Место     | Дата           |
| Открытые площадки  | 1.98 м | Москва    | 7 августа 2004 |
| Закрытые помещения | 1.97 м | Стокгольм | 6 февраля 2002 |